# اسکای‌مستر ایرلاینز
اسکای‌مستر ایرلاینز (به انگلیسی: Skymaster Airlines) یک شرکت هواپیمایی است که در ۱۹۹۵ میلادی تأسیس شده‌است. دفتر مرکزی اسکای‌مستر ایرلاینز در مانائوس، برزیل واقع شده‌است و قطب این شرکت هواپیمایی در فرودگاه بین‌المللی ادواردو گومز قرار دارد.